# Брнович, Милош
Ми́лош Брно́вич (черног. Милош Брновић / Miloš Brnović; 26 апреля 2000, Цетине) — черногорский футболист, полузащитник клуба «Арсенал» (Тула) и сборной Черногории.

## Клубная карьера
Милош Брнович – воспитанник футбольных школ черногорских клубов «Будучност» и «Титоград». Дебют Брновича в профессиональном футболе состоялся 19 мая 2018 года в матче Первой лиги, где он вышел на замену за «Будучность» на 79-й минуте против клуба «Ком» (2:3).
12 февраля 2019 года Брнович перешёл в «Титоград». 19 февраля 2019 года в матче Первой лиги против клуба «Искра» (2:3) он дебютировал за новый клуб, выйдя на замену в конце игры. 19 мая 2019 года в матче Первой лиги против клуба «Ловчен» (1:3) Милош забил дебютный гол за «романтиков». 19 февраля 2021 года в матче Первой лиги против клуба «Рудар» (Плевля) (4:2) Брнович оформил первый дубль в карьере.
19 июля 2021 года Милош Брнович перешёл в сербский клуб «Раднички» (Крагуевац), подписав трёхлетний контракт. 23 июля 2021 года в матче Суперлиги против «Спартака» (Суботицы) (3:2) он дебютировал за новую команду, выйдя на замену на 73-й минуте. 14 августа 2021 года в матче Суперлиги против клуба «ТСЦ» (4:4) полузащитник отметился первым результативным действием за «красных дьяволов», отдав голевую передачу на Стефана Филиповича. 15 апреля 2022 года в матче Суперлиги (второй этап) против «Радника» (Сурдулицы) (1:1) Милош забил дебютный гол за «Раднички». В сезоне 2022/23 Милош Брнович реже стал попадать в стартовый состав, проведя на поле всего 287 минут в 13 матчах первой половины сезона.
8 января 2023 года Брнович вернулся в Черногорию и стал игроком клуба «Петровац». 18 февраля 2023 года в матче Первой лиги против клуба «Будучность» (1:1) он дебютировал за новый клуб, выйдя на замену на 71-й минуте. 9 апреля 2023 года в матче Первой лиги против клуба «Будучность» (4:4) Брнович забил дебютный гол за «Петровац», а также отметился голевой передачей на Василия Раденовича.
В июня 2023 года Милош Брнович вновь стал игроком клуба «Будучност». 27 июня 2023 года он сыграл свой первый матч за «Будучност» после возвращения, выйдя на замену на 81-й минуте в матче квалификации Лиги Чемпионов против клуба «Атлетик» (Эскальдес) (0:3). 22 июля в матче против клуба «Младост» (2:1) Милош отметился первым результативным действием за «путников», отдав голевую передачу на Петара Грбича. 5 августа в матче Первой лиги против клуба «Рудар» (0:4) полузащитник забил дебютный гол за «Будучност». По итогу сезона 2023/24 Брнович был включён в символическую сборную чемпионата Черногории. 30 мая 2023 года Милош Брнович стал обладателем Кубка Черногории.
31 января 2025 года Милош Брнович перешёл в российский клуб «Арсенал» (Тула). Вскоре команду пополнил его соотечественник - форвард Урош Джуранович. 1 марта 2025 года в матче Первой лиги против «КАМАЗа» (2:1) полузащитник, выйдя на замену на 88-й минуте, дебютировал за тульский клуб.

## Карьера в сборной
Выступал за юношеские и молодёжную сборные Черногории. В марте 2024 года впервые был вызван в сборную Черногории. 25 марта 2024 года в товарищеском матче против сборной Македонии (1:0) Милош Брнович, выйдя на замену на 68-й минуте, дебютировал за Черногорию.

## Статистика

### Клубная
| Выступление          | Выступление      | Выступление      | Чемпионат | Чемпионат | Кубки | Кубки | Еврокубки | Еврокубки | Другие | Другие | Итого | Итого |
| Клуб                 | Лига             | Сезон            | Игры      | Голы      | Игры  | Голы  | Игры      | Голы      | Игры   | Голы   | Игры  | Голы  |
| -------------------- | ---------------- | ---------------- | --------- | --------- | ----- | ----- | --------- | --------- | ------ | ------ | ----- | ----- |
| Будучност            | Первая лига      | 2017/18          | 1         | 0         | 0     | 0     | —         | —         | —      | —      | 1     | 0     |
| Будучност            | Итого            | Итого            | 1         | 0         | 0     | 0     | —         | —         | —      | —      | 1     | 0     |
| Титоград             | Первая лига      | 2018/19          | 9         | 1         | 0     | 0     | —         | —         | —      | —      | 9     | 1     |
| Титоград             | Первая лига      | 2019/20          | 23        | 1         | 3     | 0     | 2         | 0         | —      | —      | 28    | 1     |
| Титоград             | Первая лига      | 2020/21          | 29        | 3         | 1     | 0     | —         | —         | 2      | 0      | 32    | 3     |
| Титоград             | Итого            | Итого            | 61        | 5         | 4     | 0     | 2         | 0         | 2      | 0      | 69    | 5     |
| Раднички (Крагуевац) | Суперлига        | 2021/22          | 23        | 1         | 0     | 0     | —         | —         | 2      | 0      | 25    | 1     |
| Раднички (Крагуевац) | Суперлига        | 2022/23          | 12        | 0         | 1     | 0     | —         | —         | —      | —      | 13    | 0     |
| Раднички (Крагуевац) | Итого            | Итого            | 35        | 1         | 1     | 0     | —         | —         | 2      | 0      | 38    | 1     |
| Петровац             | Первая лига      | 2022/23          | 15        | 1         | 0     | 0     | —         | —         | —      | —      | 15    | 1     |
| Петровац             | Итого            | Итого            | 15        | 1         | 0     | 0     | —         | —         | —      | —      | 15    | 1     |
| Будучност            | Первая лига      | 2023/24          | 33        | 3         | 3     | 0     | 4         | 0         | —      | —      | 40    | 3     |
| Будучност            | Первая лига      | 2024/25          | 15        | 0         | 0     | 0     | 4         | 0         | —      | —      | 19    | 0     |
| Будучност            | Итого            | Итого            | 48        | 3         | 3     | 0     | 8         | 0         | —      | —      | 59    | 3     |
| Арсенал (Тула)       | Первая лига      | 2024/25          | 12        | 0         | 0     | 0     | —         | —         | —      | —      | 12    | 0     |
| Арсенал (Тула)       | Первая лига      | 2025/26          | 1         | 0         | 0     | 0     | —         | —         | —      | —      | 1     | 0     |
| Арсенал (Тула)       | Итого            | Итого            | 13        | 0         | 0     | 0     | —         | —         | —      | —      | 13    | 0     |
| Всего за карьеру     | Всего за карьеру | Всего за карьеру | 173       | 10        | 8     | 0     | 10        | 0         | 4      | 0      | 195   | 10    |

1. ↑  Кубок Черногории, Кубок Сербии.
2. ↑  Квалификация Лиги Чемпионов УЕФА, Квалификация Лиги Европы УЕФА, Квалификация Лиги конференций УЕФА.
3. ↑  Переходные (стыковые) матчи Вторая лига — Первая лига (Черногория); Переходные (стыковые) матчи Первая лига — Суперлига (Сербия).

### В сборной
| Матчи Милоша Брновича за сборную Черногории | Матчи Милоша Брновича за сборную Черногории | Матчи Милоша Брновича за сборную Черногории | Матчи Милоша Брновича за сборную Черногории | Матчи Милоша Брновича за сборную Черногории | Матчи Милоша Брновича за сборную Черногории | Матчи Милоша Брновича за сборную Черногории |
| ------------------------------------------- | ------------------------------------------- | ------------------------------------------- | ------------------------------------------- | ------------------------------------------- | ------------------------------------------- | ------------------------------------------- |
| №                                           | Дата                                        | Оппонент                                    | Счёт                                        | Голы                                        | Соревнование                                |                                             |
| 1                                           | 25 марта 2024                               | Македония                                   | 1:0                                         | —                                           | Товарищеский матч                           |                                             |
| 2                                           | 5 марта 2024                                | Бельгия                                     | 0:2                                         | —                                           | Товарищеский матч                           |                                             |
| 3                                           | 6 сентября 2024                             | Исландия                                    | 0:2                                         | —                                           | Лига Наций УЕФА. Группа B                   |                                             |
| 4                                           | 9 сентября 2024                             | Уэльс                                       | 1:2                                         | —                                           | Лига Наций УЕФА. Группа B                   |                                             |
| 5                                           | 11 октября 2024                             | Турция                                      | 0:1                                         | —                                           | Лига Наций УЕФА. Группа B                   |                                             |
| 6                                           | 19 ноября 2024                              | Турция                                      | 3:1                                         | —                                           | Лига Наций УЕФА. Группа B                   |                                             |
| 7                                           | 9 июня 2025                                 | Армения                                     | 2:2                                         | —                                           | Товарищеский матч                           |                                             |

Итого: 7 матчей; 2 победы, 1 ничья, 4 поражения.

## Достижения
«Будучность»
- Чемпион Черногории: 2024/25[англ.]
- Обладатель Кубка Черногории: 2023/24[англ.]